# Музеј Каирос у Трогиру
Музеј Каирос у Трогиру или Збирка Каирос, један је од многобројних музејских збирки у старом језгру овог древног далматинског града у Републици Хрватској. Налази се у самостану бенедиктинки који је основан 1064. године уз постојећу цркву Светог Дује, у коју су навраћали морнари и рибари, па се од краја 12. века назива именом црква Светог Николе – заштитника путника и помораца. 

## Положај и размештај
Музеј се налази у цркви Светог Николе  насталој је на темељима старијих црквица и јужних врата античкога града, са стилским обележјима од романике до барока Улици Градска 2, у старом језгру Трогира.
Саставни је део јединог сачуваног женског бенедиктинског самостана основаног 1064. године у чији се комплекс састоји од поменуте цркве, куле тзв. Витури, куле Светог Николе и више зграда, романичких, готичких, ренесансних и барокних стилских карактеристика.  Кићене је барокне унутрашњости, са штуко декорацијама и портретима светаца сликара Николе Грасија (данас у самостанској збирци). Звоник цркве који је саграђен с краја 16. века по наруџбини Пелегринр Ћипико Кориолановић, дело је каменорезачке породица Боканић са острва Брача.
Црква и самостан Светог Николе налазе се уз јужне градске зидине. Самостан је, као и самостана Светог Петра био намењен племићким кћерима, за разлику од самостан Светог Миховила намењеног пућанству. У исправи о оснивању из 1064. налазе се само хрватска народна имена – Добрана, Добро, Влтаче, Мирче и Богобојша.
Данашњи бенедиктински самостан описује Андреис, као прастару цркву Светог Дује, мада се ради о две грађевине, с тим да се остаци цркве Светог Дује назиру у близини, са унутрашње стране градских врата. Црква Светог Николе је из барокног доба, а због скучености простора нема прочеље и главни је улаз на северном зиду према улици.
Спомињање цркве Светог Дује везано је уз предање према коме је Свети Дуја пренео семе хришћанства из Салоне у Трогир, па је како би створио услове за окупљање хришћана подигао многе самостане и цркве.
На ранохришћанско насељавање Трогира може упућивати и саркофаг украшен мотивима рељефног крста из 6. века, иако се не зна одакле је донесен у двориште самостана. О томе може сведочити и сачувани фрагмент рељефно изведенога крста из 6. или 7. века узиданог у једној оближњој кући.
Уз континуитет градње пратећих трогирских сакралних садржаја Хришћана и Свети Дује би могао припадати том античком наслеђу, посебно што се локални свеци почињу поштовати управо од 6. века.
Саставни је део јединог сачуваног женског бенедиктинског самостана основаног 1064. године, и намењеног племкињама. Звоник с чипкастим, каменим решеткама, радом клесарске обитељи Трипуна Боканића с отока Брача, подигнут је крајем 16. ст. Кићене је барокне унутрашњости, са штуко декорацијама и портретима светаца сликара Ницоле Грассија (данас у самостанској збирци).
На јужном зиду дворишта самостана, узидан је најстарији грчки натпис (2. век пре Христа) који спомиње имена људи који су обављали јавне службе. Само двориште претворено је у мали лапидаријум из кога се улази у Музеј Каирос, чији је највреднији експонат рељеф с ликом Каироса,

## Музејска збирка
Музејска збирка је заправо сачувана самостанска збирка уметничких предмета која се састоји од низа вредних уметничких дела, међу којима се истичу: грчки рељеф Каироса, бројна сликарса дела, иконе и портрети светаца, збирка музичких и других књига. 

### Каирос
Каирос, по коме је и музеј добио назив,  је најпознатији је експонат ове збирке. Овај грчки рељеф  настао је у 4. или  3. века пре рођења Исуса Христа, са ликом неухватљивог грчког божанства сретног тренутка, некада је био симбол Олимпијских игара у Грчкој.

### Сликарска дела
У збирци уметничких дела бенедиктинског самостана налази се неколико вредних сликарских дела: 
- Богородица са Дететом с краја 13. века, накнадно уклопљена у барокну палу портатиле са олтара из 1693. године;
- Оликано Распело из 14. века, које се везује уз круг највећег млетачког сликара из 14. века Паола Венезиана;
- Богородица с Дететом, Свети Франом и Света Катарина Александријска из круга готичког сликара Блажа Јурјева Трогиранина.

### Иконе и портрети светаца
Збирка поседује и неколико критско-млетачких икона од који се посебно истиче слика Богородица између Светог Себастијана и Светог Рока из 16. века. 
Посебну групу музејски артефаката чини девет овала с портретима светаца и представом венчања из 18. века, дела млетачког сликара Николе Грасија: 
- Женски ликови: Света Агата, Света Луција, Света Барбара, Света Цецилија,
- Мушки ликови: Свети Блаж, Свети Филип Нери, Свети Јосип, Свети Пио V и
- Мистично венчање Свете Катарине.

### Збирка сребрних и дрвених предмета
Изложена је и богата збирка сребрних предмета из 17. и 18. века, сребрни прибор којим су бенедиктинке израђивале изложене чипке. 
Међу предметима се истиче дрвена изрезбарена кутија готичких стилских карактеристика која се датира у 15. век, и кутија осликана и израђена у 16. веку у којој је изложено богато украшено црквено рухо.

### Збирка музичких и других књига
Међу музичким књигама истичу се антифоне из 14.векаа, коралне мисе и хрватска песмарица из 18. века. 
Изложен је и у самостану пронађен Вартал Петра Луцића, најстарија антологија хрватске поезије из друге половине 15. века.

### Лапидаријум
У уском предпростору, који је призидан уз прочеље романичке куће и граничи са самостанском клаузуром, изложен је мали лапидариј. Артефакти су распоређени по угледу на низање лапида у музејској остави. У збирци су изложени и камени остаци пронађени приликом археолошких истраживања у самој цркви. 

## Поставка музеја
Првобитна поставка уметничке збирке у самостану Светог Николе, која је дело др. Иве Бабић, обновљена је 1990. године.
Након завршених археолошких истраживања унутар самостанског комплекса отворен је и нешто измењена нови стални постав овог Музеја 2010. године.
Концепт поставке подељен је у два тематска блока:
- Археолошки блок, који топографски припада овом простору иако временски претходи оснивању самостана,
- Блок са самостаним инвентаром, који се састоји од збирке од посебног уметничког и историјског значаја.

Прва просторија се рачва у два крила и у основи је задржала распоред слике из прве поставке у распону од 13. до 17.  века. Почиње причом о оснивању самостана која је праћена текстом изворне повеље о утемељењу. Ту је и опис налаза и нацрт прве самостанске Цркве Светог Дујма поред којих су изложени остаци ранохршћанског и средњовековног каменога црквеног намештаја.
Следи богати готички олтарски полиптих и сликарска дела на дрвету из 14. и 15. века, од којих истакнуто место има сликано распело Паола Венезиана. У дубокој ниши иза стакленог зида је рељеф Каироса, божанства сретног тренутка, а поред њега су груписани налази античке скулптуре и рељефи и копија грчког натписа који је узидан у дворишту. 
У дну другога крила реконструисана је камени олтарски цибориј из 14. века који обликује просторни оквир дрвеном кипу Богородице с дететом. У овој просторији престављано је сликарство на дрвету од најстарије Богородице с дететом из 13. века, која је средиште барокне »пале портанте«, затим дела далматинског сликарства 15. века, до икона итало-кретске продукције од 16. до 18. века. 
Уски ходник води у другу просторију где су изложена углавном дела млетачког сликарства од 17. до 19. века. Истиче се циклус портрета светица и светаца, рад сликара Николе Грасија из 18. века. 
Одабиром сребрних литургијских предмета, обредног руха, резбарених оквира и намештаја осликан је барокни инвентар самостана. У столовима-витринама приказани су рад и молитве бенедиктинки. Узорци веза и чипки уза сребрне преслице и прибор за ручни рад из 18. века указују на свакодневну делатност коју редовнице још негују. 
Из богате самостанске библиотеке издвојене су музичке књиге - антифонар из 14. века, коралне мисе и песмарица из 18. века, рукописи и књиге штампане у Венецији на хрватском језику.
Рељеф Каироса истакнут је посебним светлом у дубокој ниши, распело П. Венезиана је центрирано у уздужној оси просторије, реконструисани олтарски цибориј наткриљује кип Богородице поновно враћајући експонату сакрално значење. 
У архитектонском решењу ентеријера минимално је коришћен намештај за излагање, тако да сами излошци артикулирају простор на ненаметљив начин. Беле површине зида стварају утисак велике количине светлости иако су то ниске приземне просторије. За осветљење су употријебљене флоу-цијеви уз наглашавање значајнијих експоната халогеним рефлекторима.
Иако по укупном броју евидентираних уметничких предмета збирка премашује представљене експонате, нужно је било извршити селекцију у корист квалитете и прегледности за излагања. Након што је збирка Бенедиктинског самостана проширена и обновљена, предстоји систематски рад на рестаурацији њених дела и њихово научно истраживање.